# Tetracentrum
Tetracentrum és un gènere de peixos pertanyent a la família dels ambàssids.

## Taxonomia
- Tetracentrum apogonoides (Macleay, 1883)[2]
- Tetracentrum caudovittatus (Norman, 1935)[3]
- Tetracentrum honessi (Schultz, 1945)[4][5][6][7][8][9][10]